# Paula - A História de uma Subversiva
Paula - A história de uma subversiva é um filme brasileiro de 1979, do gênero drama, dirigido por Francisco Ramalho Jr..

## Elenco[1]
- Walter Marins...Marco Antonio
- Armando Bógus...Oliveira
- Marlene França...Marta
- Regina Braga...Bia
- Carina Cooper...Paula
- Helber Rangel...Padre
- Ilana Scherl...Flávia
- Hugo Della Santa...rapaz do casarão

## Sinopse
Marco Antonio é um arquiteto casado pela segunda vez que passa por crises no trabalho e com a esposa, Bia. Sua filha adolescente (com Marta, a primeira esposa) e uma amiga desaparecem e o chefe da Delegacia de Entorpecentes Almeida é chamado para investigar o caso. Ao se encontrar com o policial, Marco Antonio se lembra de quando o conhecera, há dez anos. Naquela época, Almeida era um violento agente do DOPS que perseguia e torturava militantes dos movimentos estudantis contrários ao regime de governo da época e fora o principal algoz de Paula, ex-aluna e amante de Marco Antonio.

## Ligações Externas
- BCC Acervo